# Arènes de Bayonne
 (août 2015).
Si vous disposez d'ouvrages ou d'articles de référence ou si vous connaissez des sites web de qualité traitant du thème abordé ici, merci de compléter l'article en donnant les références utiles à sa vérifiabilité et en les liant à la section « Notes et références ».
Les arènes de Bayonne, inaugurées en 1893, sont des arènes situées à Bayonne, en France. Elles peuvent contenir plus de 10 000 personnes. À la suite de l'incendie volontaire de 1919 par les spectateurs, la partie haute qui était à l'origine en bois, a été reconstruite en béton.

## Tauromachie
Durant tout l'été, la temporada bat son plein. Bayonne est l'un des plus hauts lieux de la tauromachie en France et le plus ancien. Un arrêté des échevins bayonnais réglementant l‘encierro date de 1289 : vaches, bœufs et taureaux sont lâchés dans les rues de la ville jusqu'à l'endroit de l'abattage. À l'heure actuelle, il n'y a plus d‘encierro à Bayonne. En 1701, la première forme de course taurine s'est tenue à Bayonne pour honorer le passage de Philippe d'Anjou, le futur roi d'Espagne. Elle se déroula sur la place Grammont, actuelle place de la Liberté. En 1850, les premières arènes sont érigées à Saint-Esprit, aujourd'hui quartier de Bayonne. Le 21 août 1853, la première corrida formelle avec 6 toros et mise à mort est organisée, à l'initiative d'Eugénie de Montijo.

## Les arènes actuelles
En 1891, le banquier Albin Salzedo lance le projet de construire une arène par souscription publique de 2 200 actions à 100 francs. Les arènes actuelles, inaugurées en 1893, sont les plus grandes du Sud-Ouest (plus de 10 000 places). De style néo-mauresque selon la mode de l’époque, elles font aujourd’hui partie du patrimoine municipal. Environ 7 corridas y sont proposées chaque année, attirant les plus grands noms de la tauromachie. Tout l'été, plusieurs novilladas ont également lieu.

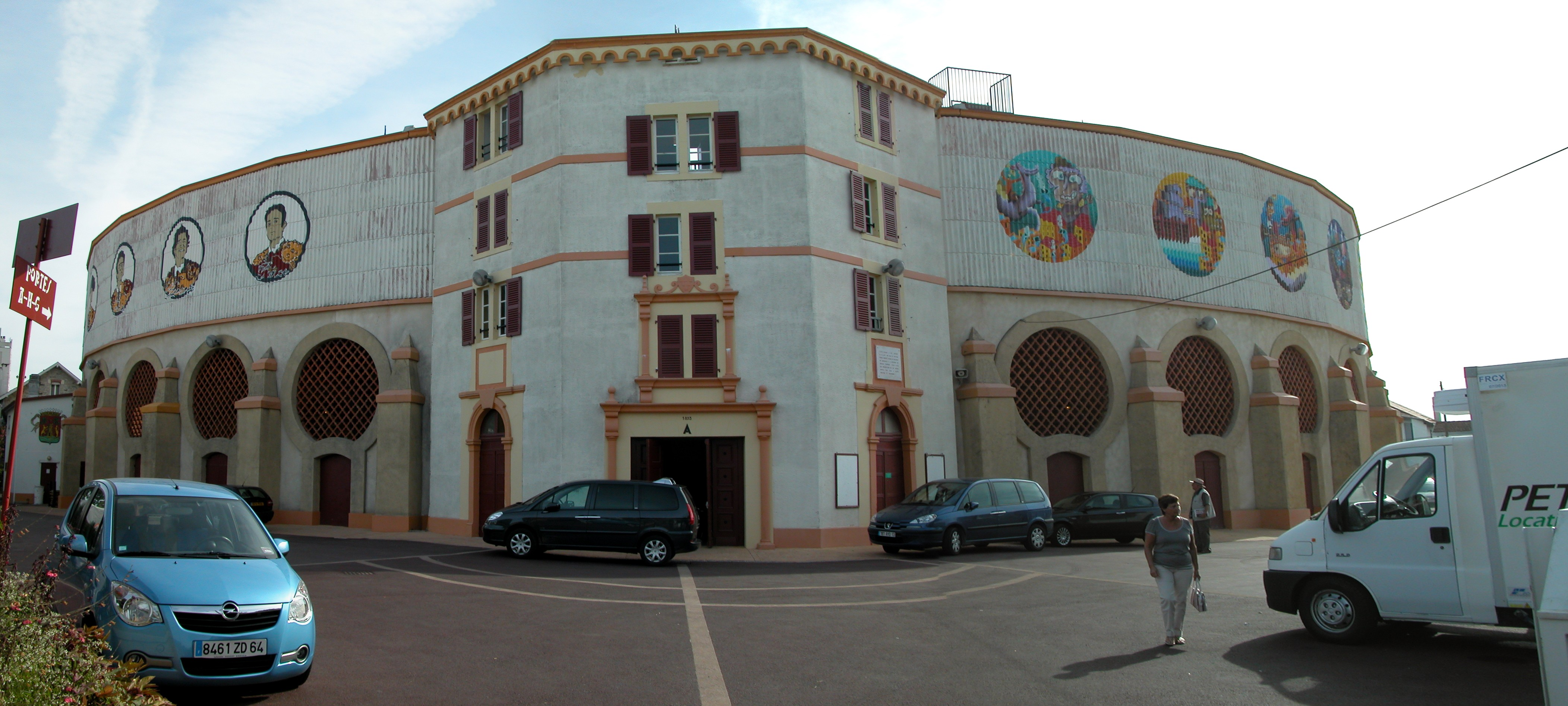
L'extérieur des arènes

## Personnalités
Les arènes de Bayonne ont attiré de multiples personnalités : Philippe V d'Espagne, Napoléon III et Eugénie de Montijo, Prosper Mérimée, Gustave Doré, Henry de Montherlant, Ernest Hemingway ou encore Pablo Picasso…

## Spectacles
Les arènes de Bayonne sont le lieu de multiples manifestations culturelles. Chaque année, pour les fêtes de Bayonne, un concert est organisé pour l'ouverture. Fin juillet 2008 Manu Chao s'y produit pour un spectacle mémorable, immortalisé sur le double CD / DVD Baionarena. Le 24 juillet 2012, c'est le groupe « pop country » LMFAO qui était de la partie, puis le lendemain Bénabar a ouvert les fêtes. En juillet 2013, des artistes comme Macklemore, Sexion d'Assaut ou encore Thirty Seconds to Mars sont venus eux aussi faire des concerts. En juillet 2014, Tal, Christophe Maé et Détroit sont venus faire des concerts. En juillet 2015, Florence Foresti et Gad Elmaleh sont venus faire des spectacles et puis Black M, Calogero et Shaka Ponk sont venus faire des concerts. En juillet 2016, Nekfeu, Kendji Girac, Jean-Michel Jarre et Maitre Gims sont venus faire des concerts. En juillet 2019, Patrick Bruel réunit 6 800 personnes.

## Peñas y Salsa
Peñas y Salsa est un festival de musique salsa qui se tient depuis 2001 aux arènes de Bayonne le samedi soir à la mi-juin, organisé par la peña Salbaïa.
Près de cinq mille personnes viennent y participer.